# Васил Вачков
Васил Ганчев Вачков е български политик от БКП.

## Биография
Роден е на 8 март 1924 г. в Нови пазар. Има двама братя – Стефан Вачков и Марин Вачков, последният от които също е политик.
От 1939 г. е член на РМС, а от 1946 г. и на БКП. От 1941 до 1944 г. членува в Околийския комитет на РМС в Нови Пазар. През това време е ятак на партизани.
След 9 септември 1944 г. е заместник-председател на Окръжния народен съвет в Шумен, а по-късно и негов председател. Отделно е бил заместник-министър на земеделието и заместник-председател на Академията за селскостопански науки. От 1966 г. е първи секретар на Окръжния комитет на БКП в Шумен. В периода 19 ноември 1966 – 4 април 1981 г. е кандидат-член на ЦК на БКП.
Васил Вачков има 2 деца. Умира в София на 17 март 1998 г.